# Zuid-Atlantische Medaille

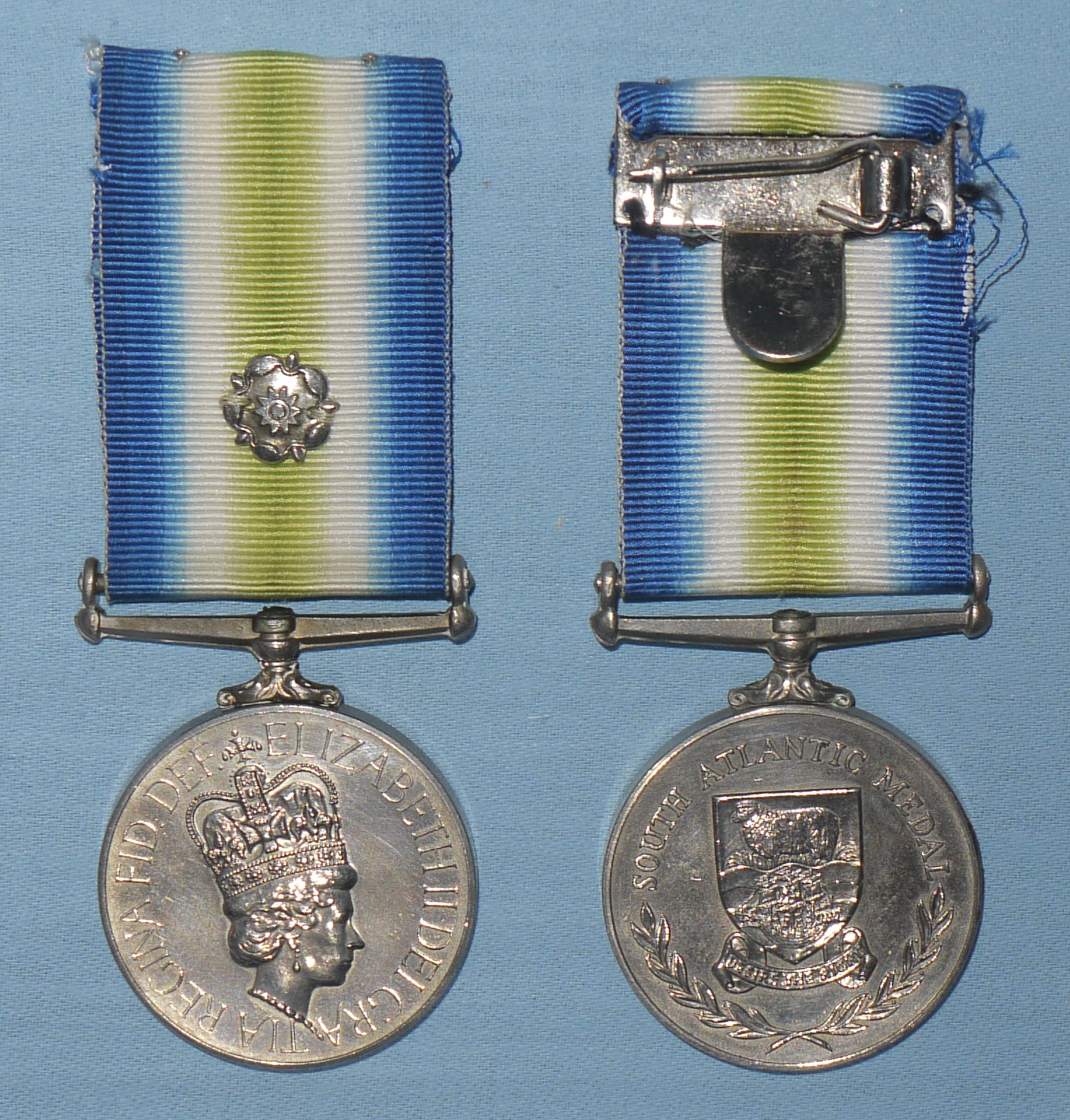
Zuid-Atlantische Medaille, voor- en achterzijde

De Zuid-Atlantische Medaille is een Britse campagnemedaille die werd uitgereikt aan Britse militairen en burgers die dienden tijdens de Falklandoorlog tussen het Verenigd Koninkrijk en Argentinië in 1982. Meer dan 30.000 medailles werden toegekend. 

## Vormgeving
De zilverkleurige medaille is gemaakt van koper-nikkel en heeft een diameter van 36 mm. Hij werd geslagen door de Royal Mint en uitgegeven door de Army Medal Office in Droitwich. Het ontwerp kan als volgt worden beschreven:
De voorzijde toont een gekroonde beeltenis van koningin Elizabeth II naar rechts gericht, met de inscriptie ELIZABETH II DEI GRATIA REGINA FID: DEF (Elizabeth II, bij de genade van God, koningin en Fidei defensor).
Op de keerzijde staat het Wapen van de Falklandeilanden, waarop de woorden  "DESIRE THE RIGHT"  staan (een toespeling op het schip van de Engelse ontdekkingsreiziger John Davis, de "Desire"). Een lauwerkrans daaronder en de woorden "ZUID-ATLANTISCHE MEDAILLE" erboven vormen de rand.
De initialen en achternaam, rang of waardering, servicenummer en eenheid van de ontvanger zijn met diamant gegraveerd op de rand van de medaille, hoewel die voor officieren van de Royal Navy volgens traditie zonder het servicenummer.
Het lint van 32 mm breed heeft een centrale streep van zeegroen, aan weerszijden geflankeerd door strepen wit en imperiumblauw, gearceerd en verwaterend, die de Atlantische Oceaan symboliseren. Het ontwerp, toegeschreven aan Elizabeth II, was gebaseerd op het lint voor de Britse campagnemedaille van de Tweede Wereldoorlog, de Atlantic Star, bedacht door haar vader koning George VI.

## Criteria
De medaille met rozet werd uitgereikt voor één dag dienst binnen 35° en 60° zuiderbreedte of voor ten minste één operationele actie ten zuiden van Ascension Island, tussen 2 april en 14 juni 1982 (2 april is de datum van de Argentijnse invasie, 14 juni is de datum van de Argentijnse overgave). Dit duidde over het algemeen dienst in de gevechtszone aan. 
De medaille zonder rozet werd toegekend voor 30 dagen aaneengesloten of geaccumuleerde dienst tussen 7° en 60° zuiderbreedte tussen 2 april en 14 juni 1982, uiterlijk op 12 juli 1982 voltooid. Als resultaat van de Independent Medal Review uitgevoerd door Sir John Holmes, werd vanaf 1 oktober 2014 de kwalificatieperiode voor de medaille zonder rozet verlengd tot 21 oktober 1982, de datum waarop aanpassingen aan het vliegveld Port Stanley Airport werden voltooid zodat er Phantoms konden opereren.
De rozet blijft een ongebruikelijk kenmerk voor een Britse medaille en werd gedeeltelijk gebruikt voor zuinigheid en productiesnelheid, en ook omdat er anders minder dan tweehonderd medailles zouden zijn uitgereikt aan de Royal Air Force. Terwijl voor andere legeronderdelen de overgrote meerderheid van de medailles werd uitgegeven met een rozet, is meer dan 90% van de medailles die aan de Royal Air Force zijn uitgegeven zonder de rozet; deze ontvangers waren voornamelijk gestationeerd op Ascension Island, 3300 mijl ten noorden van de Falklandeilanden en het oorlogsgebied.
Degenen die vermeld werden in een dagorder tijdens de campagne, dragen een bronzen eikenblad aan het medaillelint.
Diensttijd die in aanmerking komt voor de Zuid-Atlantische Medaille telt niet mee voor de periode die nodig is om de Accumulated Campaign Service Medal te ontvangen.

## Toekenningen
Aanvankelijk werd de medaille toegekend aan 29.700 personen, daaronder prins Andrew van York. Bemanningsleden van Britse koopvaardijschepen en burgers konden de onderscheiding eveneens verkrijgen, bijvoorbeeld burgers op Ascension Island, oorlogsartiest Linda Kitson en aan het leger toegevoegde journalisten. Sinds 2014 zijn nog eens 3626 medailles zonder rozet toegekend als gevolg van verlenging van de kwalificatieperiode tot 21 oktober 1982.
| onderdeel                     | toegekende medailles |
| ----------------------------- | -------------------- |
| British Army                  | 6968                 |
| Royal Air Force               | 2008                 |
| Royal Navy                    | 12.927               |
| Royal Marines                 | 3729                 |
| Ondersteunende marinevloot    | 1960                 |
| Britse koopvaardij en burgers | 2090                 |
| Extra toekenningen vanaf 2014 | 3626                 |